# Ancelle di Cristo Sacerdote
Le Ancelle di Cristo Sacerdote (in spagnolo Siervas de Cristo Sacerdote; sigla S.C.S.) sono un istituto religioso femminile di diritto pontificio.

## Storia

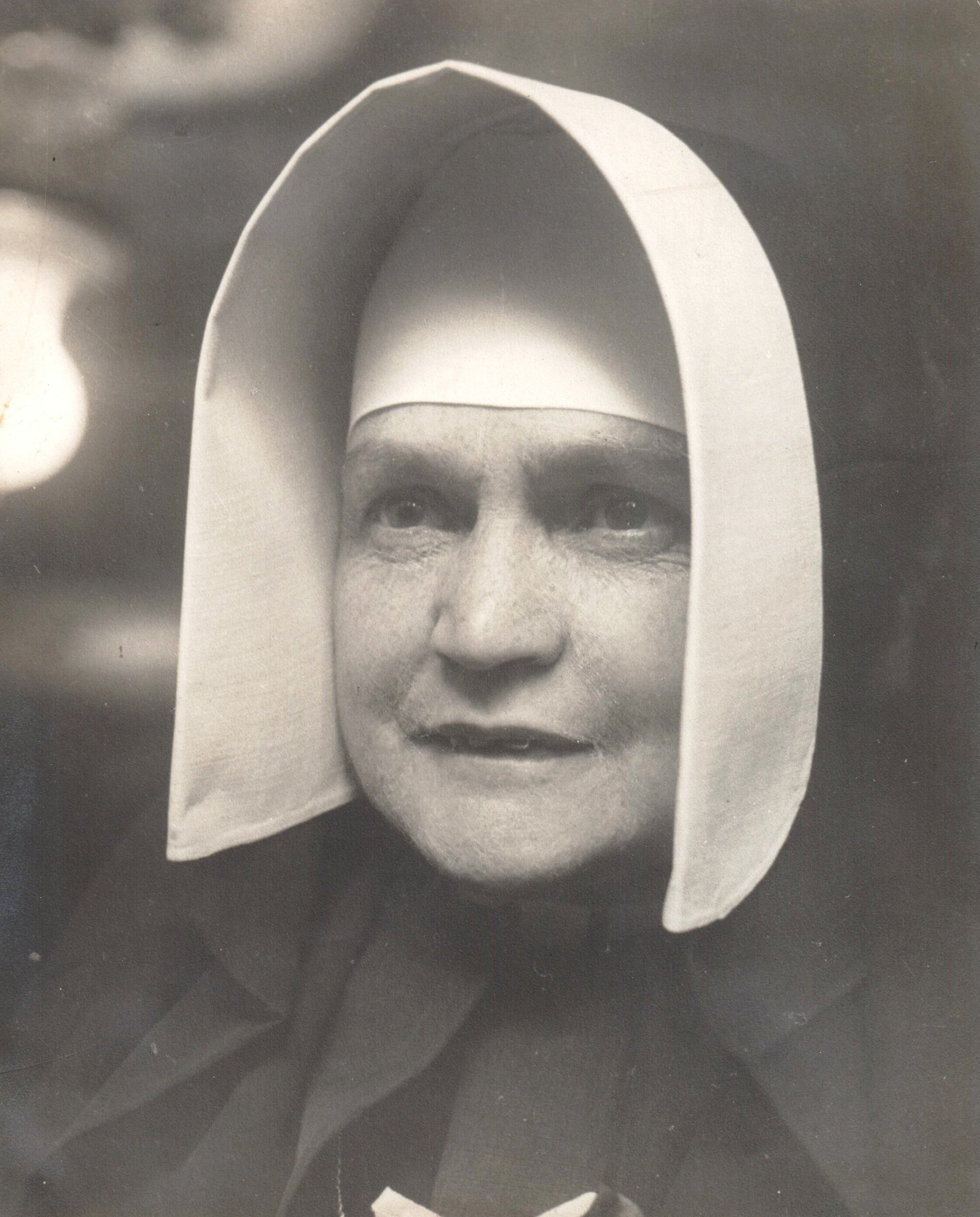
Margarita Fonseca Silvestre, fondatrice dell'istituto

La congregazione, sorta con il nome di "Associazione di carità per le orfane", fu fondata nel 1918 a Bogotà da Margarita Fonseca Silvestre, con l'aiuto del missionario monfortano José Gourion e del canonico Carlos Cortés Lee.
Su richiesta del vescovo Paolo Giobbe, nunzio pontificio in Colombia, l'istituto prese il nome di "Ancelle della Sacra Famiglia" e, con questo titolo, la congregazione ottenne il riconoscimento diocesano il 24 maggio 1928; poiché a Manizales operava già un'altra congregazione con nome e finalità simili, nel 1956 il nome dell'istituto fu nuovamente mutato in quello attuale.

## Attività e diffusione
Le suore operano in orfanotrofi, dormitori, riformatori e case di rieducazione; si dedicano anche all'assistenza ai sacerdoti nelle parrocchie.
Oltre che in Colombia, sono presenti in Ecuador, Italia e Perù; la sede generalizia è a Bogotà.
Alla fine del 2015 l'istituto contava 96 religiose in 30 case.